# Listă de localități din statul Oregon
Această pagină este o listă alfabetică a localităților din statul Oregon, Statele Unite ale Americii.

## A
Adair Village - Adams - Adel - Adrian - Agate Beach - Agness - Airlie - Albany - Alfalfa - Algoma - Alicel - Allegany - Aloha - Alpine - Alsea - Alvadore - Amity - Andrews - Antelope - Apiary - Applegate - Arlington - Arock - Ash - Ashland - Ashwood - Astoria - Athena - Aumsville - Aurora - Austin - Azalea

## B
Baker City - Ballston - Bandon - Banks - Barlow - Barview (Coos County)GR1 - Barview (Tillamook County) - Bay City - Beatty - Beaver - Beavercreek - Beaverton - Belknap Springs - Bellevue - Bend - Biggs - Bingham Springs - Birkenfeld - Blachly - Black Rock - Blalock - Blodgett - Blue River - Bly - Boardman - Bonanza - Bonneville - Boring - Boyd - Breitenbush - Bridal Veil - Bridge - Bridgeport (Baker County) - Bridgeport (Polk County) - Brighton - Brightwood - Broadbent - Brogan - Brookings - Brooks - Brothers - Brownsmead - Brownsville - Buena Vista - Bull Run - Buncom - Burns - Burnt Woods - Butte Falls - Buxton

## C
Camas Valley - Camp Sherman - Canby - Cannon Beach - Canyon City - Canyonville - Carlton - Carpenterville - Carver* - Cascade Locks - Cascadia - Cave Junction - Cayuse - Cecil - Cedar HillsGR1* - Cedar Mill - Celilo Village - Central Point - Champoeg - Charleston - Chemult - Cherry Grove - Cherryville - Cheshire - Chiloquin - Christmas Valley - Clackamas - Clatskanie - Cloverdale - Coburg - Colton - Columbia City - Condon - Coos Bay - Copperfield* - Coquille - Corbett - Cornelius - Corvallis - Cottage Grove - Cove - Crabtree - Crane - Crawfordsville - Crescent - Crescent Lake - Creswell - Crow - Culp Creek - Culver - Curtin - Cushman

## D
Dairy - Dallas - Damascus - Danner - Days Creek - Dayton - Dayville - Deadwood - Dee - Deerhorn - Deer Island - Denmark - Depoe Bay - Detroit - Dexter - Diamond - Diamond Lake - Dillard - Dilley - Disston - Donald - Dorena - Drain - Drew - Drewsey - Dufur - Dundee - Dunes City - Dunthorpe - Durham - Durkee

## E
Eagle Creek - Eagle Point - Echo - Eddyville - Eightmile - Elgin - Elk City - Elkton - Elmira - Elsie - Enterprise - Estacada - Eugene

## F
Fairbanks - Fairview - Fall Creek - Falls City - Farmington - Fields - Finn Rock - Flora - Florence - Forest Grove - Fort Klamath - Fort Rock - Fort Stevens* - Fossil - Foster - Fox - Frenchglen - Friend

## G
Gales Creek - Galice - Gardiner - Garibaldi - Gaston - Gates - Gaylord - Gearhart - Gervais - Gibbon - Gilchrist - Gladstone - Glenada - Glendale - Gleneden Beach - Glenwood - Glide - Goble - Gold Beach - Gold Hill - Goshen - Government Camp - Grand Ronde - Granite - Grants Pass - Grass Valley - Gravelford - Greenhorn - Gresham

## H
Haines - Halfway - Halsey - Hamilton - Hamlet - Hammond* - Hampton - Happy Valley - Harbor - Hardman - Harlan - Harper - Harrisburg - Hebo - Helix - Helvetia - Heppner - Hereford - Hermiston - Hillsboro - Hines - Holdman - Holland - Holley - Homestead - Hood River - Hopewell - Horton - Hoskins - Hot Lake - Hubbard - Huntington

## I
Idanha - Idleyld Park - Imbler - Imnaha - Independence - Ione - Ironside - Irrigon - Island City

## J
Jacksonville - Jamieson - Jasper - Jefferson - Jewell - John Day - Johnson City - Jordan - Jordan Valley - Joseph - Junction City - Juntura

## K
Kamela - Kansas City - Keasey - Keizer - Keno - Kent - Kerby - Kernville - Kimberly - King City - Kings Valley - Kinton - Klamath Agency - Klamath Falls - Knappa

## L
La Grande - La Pine - Lacomb - Lafayette - Lake Oswego - Lake Creek - Lakeside - Lakeview - Langlois - Laurelwood - Lawen - Leaburg - Lebanon - Lexington - Liberal - Lime - Lincoln Beach - Lincoln City - Logsden - Lonerock - Long Creek - Lookingglass - Lorane - Lostine - Low Pass - Lowell - Lyons

## M
Mabel - Macksburg - Madras - Malin - Manning - Manzanita - Mapleton - Marcola - Marion - Marion Forks - Marquam - Maupin - Mayger - Mayville - Maywood Park - McCredie Springs - McDermitt - McKenzie Bridge - McMinnville - McNary - Meacham - Medford - Medical Springs - Mehama - Merlin - Merrill - Metolius - MetzgerGR1* - Midland - Mikkalo - Mill City - Millersburg - Millican - Milo - Milton-Freewater - Milwaukie - Minam - Minerva - Mission - Mist - Mitchell - Modoc Point - Mohawk - Mohler - Molalla - Monitor - Monmouth - Monroe - Monument - Moro - Mosier - Mt. Angel - Mount Hood - Mount Vernon - Mulino - Murphy - Myrtle Creek - Myrtle Point

## N
Necanicum - Nehalem - Neotsu - Nesika Beach - Neskowin - Netarts - New Bridge - New Pine Creek - New Princeton - Newberg - Newport - Nimrod - North Bend - North Plains - North Powder - Norway - Noti - Nyssa

## O
Oak HillsGR1* - Oakland - Oakridge - OatfieldGR1 - O'Brien - Oceanside - Odell - Olene - Olney - Ontario - Ophir - Oregon City - Orenco* - Otis - Otter Rock - Owyhee - Oxbow

## P
Pacific City - Paisley - Parkdale - Paulina - Payette Junction - Pendleton - Perrydale - Philomath - Phoenix - Pilot Rock - Pine - Pine Grove - Pinehurst - Pistol River - Pittsburg - Pleasant Hill - Pleasant Valley - Plush - Pondosa - Portland - Port Orford - Post - Powell Butte - Powers - Prairie City - Pratum - Prescott - Prineville - Progress* - Prospect - Provolt

## R
Rainier - Rajneeshpuram - Redland - Redmond - Reedsport - Reedville - Remote - Rhododendron - Rice - Rice Hill - Richland - Rickreall - Riddle - Riley - Ritter - Rivergrove - Riverside - Riverton - Rockaway Beach - RockcreekGR1 - Rogue River - Rome - Rose Lodge - Roseburg - Rowena - Roy - Ruch - Rufus

## S
Saginaw - Saint Benedict - St. Helens - St. Joseph - Saint Louis - St. Paul - Salem - Sams Valley - Sandy - Scappoose - Scholls - Scio - Scottsburg - Scotts Mills - Seal Rock - Seaside - Selma - Seneca - Shady - Shady Cove - Shaniko - Shedd - Sheridan - Sherwood - Siletz - Siltcoos - Silver Lake - Silverton - Sisters - Sitkum - Sixes - Skipanon - Sodaville - South Beach - Sprague River - Spray - Springbrook* - Springfield - Stafford - Stanfield - Stayton - Sublimity - Sulphur Springs - Summer Lake - Summerville - Sumner - Sumpter - Sunriver - Sutherlin - Svensen - Sweet Home - Swisshome

## T
Takilma - Talent - Tangent - Telocaset - Tenmile - Terrebonne - Thatcher - The Dalles - Tidewater - Tiernan - Tierra Del Mar - Tigard - Tillamook - Tiller - Timber - Toledo - Trail - Tri-CityGR1 - Triangle Lake - Troutdale - Troy - Tualatin - Tumalo - Turner - Twin Rocks - Tygh Valley

## U
Ukiah - Umapine - Umatilla - Umpqua - Union - Unity

## V
Vale - Valley Falls - Valley Junction - Valsetz - Vanport City* - Veneta - Vernonia - Vida - Villages at Mount Hood

## W
Wagontire - Waldport - Walker - Wallowa - Walterville - Walton - Wamic - Wankers Corner - Warm Springs - Warren - Warrenton - Wasco - Wauna - Waterloo - Wedderburn - Welches - Wemme - Wendling - West Linn - West Stayton - West Union - Westfall - Westfir - Weston - Westport - Wheeler - White City - Whiteson - Whitney - Wilbur - Wilderville - Willamina - Willamette* - Williams - Willow Creek - Wilsonville - Winchester - Winchester Bay - Winston - Wolf Creek - Wonder - Wood Village - Woodburn - Worden - Wren

## Y
Yachats - Yamhill - Yoncalla

## Z
Zena - Zigzag